# Онтиверос, Риза
Ана Терезия «Риза» Наварро Онтиверос-Баракель (Ana Theresia «Risa» Navarro Hontiveros-Baraquel; род. 24 февраля 1966) — филиппинская общественная и политическая деятельница социалистического толка, журналистка. Представляла Партию гражданского действия «Акбаян» в Палате представителей Филиппин с 2004 по 2010 год, в настоящее время является депутатом Сената Филиппин после победы на выборах 2016 года. Две её младшие сестры также являются журналистками и телеведущими.

## Ранняя жизнь
В 14 лет играла в местной адаптации мюзикла Звуки музыки наряду с Леа Салонгой. В это же время ещё школьницей впервые вовлеклась в общественный активизм посредством кампании против Батаанской атомной электростанции. Получила диплом бакалавра искусств с отличием в области социальных наук в Университете Атенео де Манила, где также активно участвовала в местном студенческом совете, где участвовала в борьбе за мир и справедливость в маргинализированных сообществах
Работала в качестве тележурналистки и ведущей новостей для двух национальных телевизионных сетей, а также занимала должности в ряде организаций и движений: Коалиции за мир (секретарь с 1988 по 1992 год), Национальной конференции в защиту мира (в руководстве с 1990 года), Правительственная комиссия по мирным переговорам с Национально-демократическим фронтом (возглавляла Комитета по социально-экономической реформе с августа 1998 по июнь 1999 года), Кузница социалистических Филиппин (переизбрана в качестве председателя в августе 2001 года), социалистической феминистической организации Pilipina, «Международная амнистия»-Филиппины (член Совета директоров), Институт политики и государственного управления.

## Политическая карьера

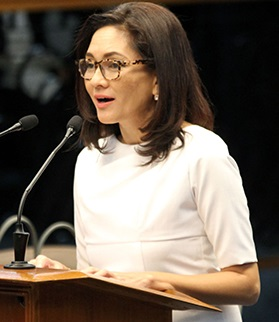
В 2016 году

Онтиверос попала в парламент на выборах 2004 года, занимая третью строчку в партийном списке демократической социалистической партии «Акбаян». Она была одной из видных деятелей оппозиции к администрации Глории Макапагал-Арройо; на Международный женский день в 2006 году она была арестована за проведение мирного собрания. На промежуточных выборах 2007 года была первой номинанткой в списке своей партии. В Палате представителей она предложила ряд законопроектов, призванных защитить свободы и улучшить положение учащихся государственных и частных учебных заведений, снизить цену медикаментов, развивать программы для крестьян в рамках углубления аграрной реформы, бороться с проституцией и обеспечить гендерный баланс в учреждениях.
Онтиверос покинула парламент по итогам парламентских выборов 2010 года — в списке тогдашнего сенатора Бенигно Акино III она была на 13-м, первом непроходном месте. Вне парламенте она боролась за принятие закона о репродуктивном здоровье.
Онтиверос прошла в Сенат на выборах 2016 года, вновь по списку коалиции Бенигно Акино III. В своей программе она обещала равенство и справедливость для всех, охрану окружающей среды, доступное здравоохранение и защиту прав разных категорий населения (женщин, ЛГБТ, детей, крестьян, рыбаков и студентов).
Была в числе сенаторов, подавших антидискриминационный законопроект № 935, а также выступила автором закона по охране психического здоровья на Филиппинах, принятого в 2017 году.
Онтиверос является жёстким критиком политики президента Родриго Дутерте, включая расправы над гражданскими и массовые убийства в ходе «борьбы с наркотиками», а также его сексизм и авторитаризм. 22 июля 2017 года в ходе специальной совместной сессии Конгресса о продлении военного положения в Минданао была одной из четырех сенаторов, проголосовавших против этого предложения.

## Личная жизнь
Супруг Онтиверос, Франсиско Баракель-младший, умер в мае 2005 года от сердечного приступа из-за сильной астмы. У них осталось четверо детей.
Получила ряд наград за её деятельность в качестве журналистки и переговорщицы с руководством Национального демократического фронта (вокруг маоистской Коммунистической партии Филиппин), за что в 2005 году её также выдвигали на Нобелевскую премию мира.